# 太湖豬
太湖豬是家豬的品種之一，起源於中國長江下游太湖流域一帶。形體龐大，色黑。雙耳下垂且面部帶有褶皺。有多個品系，有學者視其為不同的豬種。
太湖豬對疾病有高抵抗力，而又有較強的繁殖能力，單次產仔數平均為14頭，最高可達20頭。因此此豬種廣泛使用於育種和遺傳工程的研究。法國、阿爾巴尼亞、匈牙利、日本、美國和英國皆有引進此豬種。

## 品系

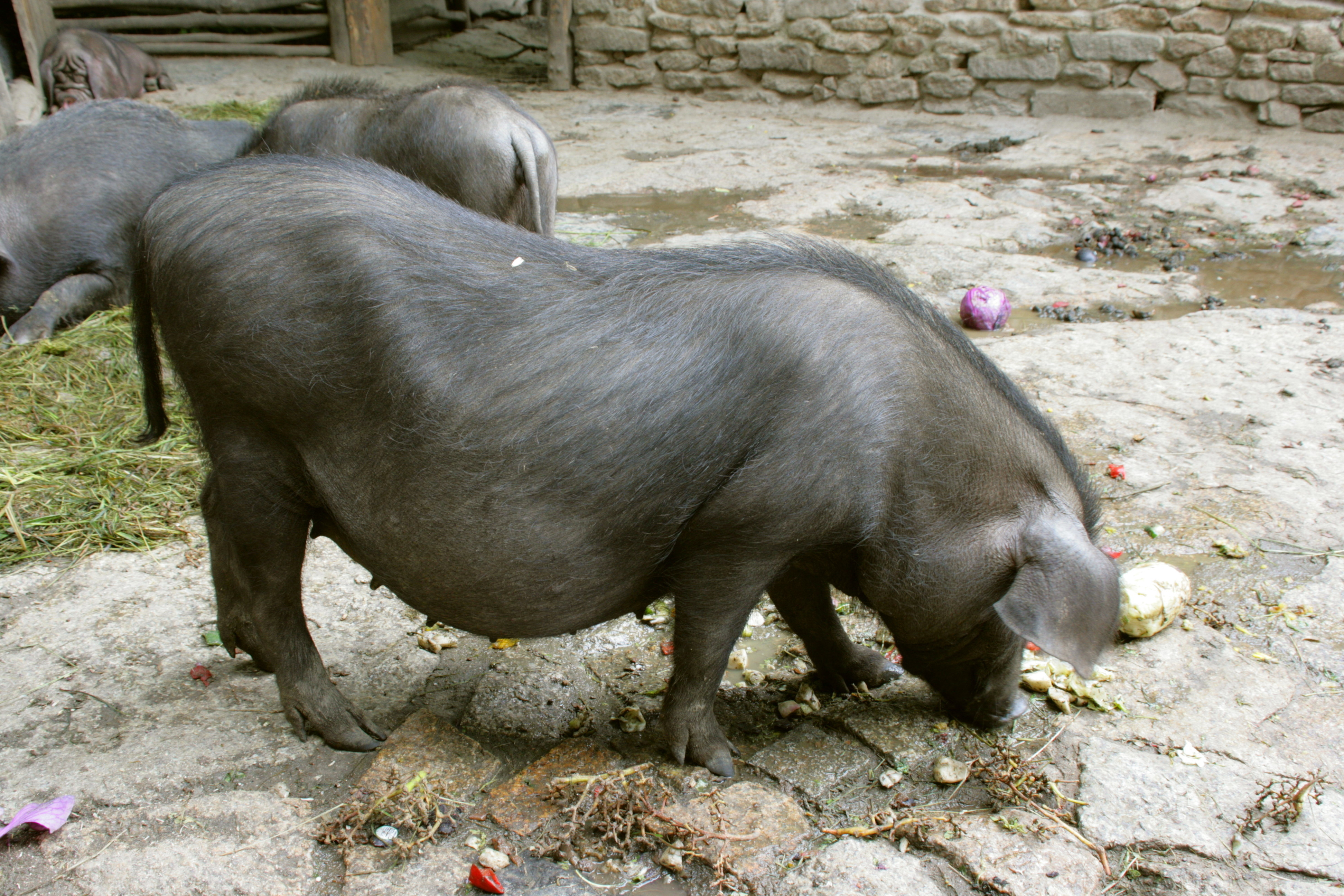
梅山豬

太湖豬可以分为二花脸猪、梅山猪、横泾猪、枫泾猪、米猪、沙乌头猪和嘉兴黑猪七个大的类群。1973年，这七个类群合并，统称“太湖猪”。
雖太湖豬還可以細分成不同类群，但這些类群間的差異究竟是基於先天基因不同還是食物及環境所影響，在學界中還沒有定論。太湖豬豬農以高膳食纖維的素食作為太湖豬的主食，這也導致太湖豬時有缺鈣的情況。
- 梅山豬，俗稱四白腳[6]，主要分佈在上海市嘉定區以及蘇州太倉市。[1]體型約為一般家豬的2/3，在1歲半時成熟，體長約一米，身高約50至60厘米、體重由150至300公斤不等。[7]此種乃現存血統最純正的中國豬。因此，此種被視爲改良豬種繁殖能力的重要遺傳基因資源。[6]

- 楓涇豬，得名於上海楓涇鎮，主要分佈於上海市金山區、松江區以及蘇州市吳江區，[1]為楓涇丁蹄的主要食材。

- 嘉興黑，主要分佈於浙江嘉興市，[1]浙江、上海、福建、安徽等地亦有分布。[8]

- 二花臉，主要分佈於江蘇常州、無錫兩市。[1]

- 以江蘇橫涇爲名，現已滅絕的橫涇豬[9]
- 江蘇南通市發現的沙烏頭豬。[5]
- 米猪原产于金坛和扬中。

## 現況
因爲生長期長以及肥肉多，自20世紀80年代當地引入外來豬種起，太湖豬數量銳減，列入中國國家級畜禽遺傳資源保護名錄。 為保護此豬種，當地建立了6個保種場，並獲當地政府支持。

## 研究
1972年以来，阿爾及利亞、泰國、匈牙利、北韓、西班牙、德國、法國、英國、美國、日本等國從中国引進了太湖豬，利用其高產的特性，進行豬種繁殖性能的改良。
西方國家希望借助基因工程，以西方豬種為父系、太湖豬為母系，培育出擁有美味、抗病力強及高產等太湖豬的特質，又且如西方豬種般生長快速的新品種。1989年，以太湖豬為主，民豬為輔的144頭中國豬經由美國農業部、伊利諾大學及艾奧瓦州立大學引進美國。

## 延伸閲讀
- . 城市商报. 2013-06-04  [2017-01-19]. （原始内容存档于2017-02-02）.